# Segunda División B de España 1979-80
La temporada 1979–80 de la Segunda División B de España de fútbol corresponde a la 3ª edición del campeonato y se disputó entre el 1 de septiembre de 1979 y el 1 de junio de 1980. 

## Sistema de competición
Participaron cuarenta clubes de toda la geografía española. Encuadrados en dos grupos, se enfrentaron todos contra todos en dos ocasiones -una en campo propio y otra en campo contrario- durante un total de 38 jornadas. El orden de los encuentros se decidía por sorteo antes de empezar la competición. La Real Federación Española de Fútbol era la responsable de designar a los árbitros de cada encuentro.
El ganador de un partido obtenía dos puntos, el perdedor no sumaba puntos, y en caso de un empate había un punto para cada equipo. Al término del campeonato, el equipo que acumulaba más puntos se proclamaba campeón y ascendía, junto con el subcampeón, a Segunda División.
Los cuatro últimos equipos clasificados de cada grupo descendían a Tercera División.

## Nota
Hoy en día hay clubes que su nombre han derivado a idiomas como catalán-valenciano-balear, euskera o gallego; pero para reflejar la realidad de la época, los nombres de los equipos aparecen tal y como se inscribieron para competir en esta temporada.
Al comenzar la temporada en 1979 aún no existían las Comunidades autónomas a pesar de haber sido ya aprobadas en la Constitución española de 1978 y por ese motivo en la sección de Equipos por grupos y regiones se hace la distribución en las regiones que existían en aquel año.

## Equipos de la temporada 1979/80
| Datos de ascensos y descensos |
| --- |
| Baracaldo CF, Real Jaén CF, Racing de Ferrol y Tarrasa FC descienden de Segunda División A. Gimnástico de Tarragona, Levante UD, Real Oviedo y Palencia CF ascienden a Segunda División A. CD Cacereño, Caudal Deportivo, CD Lugo, CD Olímpico, CD Pegaso y Vinaroz CF descienden a Tercera División. Arenas Club, CD Eldense, Las Palmas Atlético, CD San Fernando, Sporting Atlético y UD Vall de Uxó ascienden a Segunda División B. El CD Guecho también asciende para ocupar la plaza del Real Unión Club, que renuncia a la misma. |

## Equipos por grupos y regiones
Se mantuvo la misma distribución geográfica de la temporada anterior, quedando nuevamente fragmentados los equipos de Ciudad Real de los del resto de Castilla la Nueva, por motivos de interés general.
| Grupo I - Aragón: SD Huesca - Asturias: CD Ensidesa, UP Langreo y Sporting Atlético - Canarias: Las Palmas Atlético y CD Tenerife - Norte de Castilla la Nueva: Atlético Madrileño y AD Torrejón - Castilla la Vieja: CD Logroñés y CD Mirandés - Galicia: CD Orense, Pontevedra CF y Racing Club de Ferrol - León: Cultural Leonesa y Zamora CF - Navarra: Ninguno - Provincias Vascongadas: Arenas Club, Baracaldo CF, Bilbao Athletic, CD Guecho y Sestao SC |  | Grupo II - Andalucía: AD Ceuta, Córdoba CF, Real Jaén CF, Linares CF, Racing Portuense, CD San Fernando, Sevilla Atlético y Xerez CD - Baleares: SD Ibiza - Cataluña: FC Barcelona Atlético, Gerona CF, UD Lérida, UD San Andrés y Tarrasa FC - Sur de Castilla la Nueva: CF Calvo Sotelo - Extremadura: CD Badajoz y CD Díter Zafra - Murcia: Ninguno - Valencia: CD Eldense, Onteniente CF y UD Vall de Uxó |

## Grupo I

### Clasificación
| Pos. | Equipo                 | Pts. | PJ | G  | E  | P  | GF | GC | Dif. | Clasificación               |
| ---- | ---------------------- | ---- | -- | -- | -- | -- | -- | -- | ---- | --------------------------- |
| 1    | Baracaldo C. F. (C, A) | 55   | 38 | 20 | 15 | 3  | 59 | 32 | +27  | Ascenso a Segunda División  |
| 2    | Atlético Madrileño (A) | 54   | 38 | 21 | 12 | 5  | 75 | 32 | +43  | Ascenso a Segunda División  |
| 3    | C. D. Tenerife         | 49   | 38 | 20 | 9  | 9  | 56 | 31 | +25  |                             |
| 4    | Cultural Leonesa       | 47   | 38 | 18 | 11 | 9  | 52 | 31 | +21  |                             |
| 5    | U. P. Langreo          | 46   | 38 | 19 | 8  | 11 | 41 | 32 | +9   |                             |
| 6    | Zamora C. F.           | 43   | 38 | 19 | 5  | 14 | 52 | 47 | +5   |                             |
| 7    | Sestao S. C.           | 42   | 38 | 14 | 14 | 10 | 38 | 32 | +6   |                             |
| 8    | A. D. Torrejón         | 41   | 38 | 15 | 11 | 12 | 57 | 44 | +13  |                             |
| 9    | Las Palmas Atlético    | 40   | 38 | 13 | 14 | 11 | 51 | 49 | +2   |                             |
| 10   | C. D. Logroñés         | 38   | 38 | 15 | 8  | 15 | 55 | 49 | +6   |                             |
| 11   | C. D. Mirandés         | 38   | 38 | 13 | 12 | 13 | 40 | 42 | −2   |                             |
| 12   | Bilbao Athletic        | 36   | 38 | 13 | 10 | 15 | 49 | 46 | +3   |                             |
| 13   | Pontevedra C. F.       | 33   | 38 | 11 | 11 | 16 | 42 | 51 | −9   |                             |
| 14   | S. D. Huesca           | 32   | 38 | 11 | 10 | 17 | 35 | 52 | −17  |                             |
| 15   | C. D. Ensidesa         | 31   | 38 | 11 | 9  | 18 | 34 | 46 | −12  |                             |
| 16   | Racing de Ferrol       | 30   | 38 | 12 | 6  | 20 | 34 | 56 | −22  |                             |
| 17   | Sporting Atlético (D)  | 29   | 38 | 7  | 15 | 16 | 37 | 47 | −10  | Descenso a Tercera División |
| 18   | Arenas Club (D)        | 28   | 38 | 10 | 8  | 20 | 34 | 52 | −18  | Descenso a Tercera División |
| 19   | C. D. Orense (D)       | 26   | 38 | 7  | 12 | 19 | 34 | 65 | −31  | Descenso a Tercera División |
| 20   | C. D. Guecho (D)       | 22   | 38 | 9  | 4  | 25 | 40 | 79 | −39  | Descenso a Tercera División |

 Fuente: BDFútbol
Criterios de clasificación: Puntos · Diferencia de goles · Goles a favor · Play-off

### Resultados
| Local \ Visitante   | ARE | ATM | BAR | BIL | CUL | ENS | GUE | HUE | LAN | LPA | LOG | MIR | ORE | PON | RFE | SES | SPO | TEN | TOR | ZAM |
| ------------------- | --- | --- | --- | --- | --- | --- | --- | --- | --- | --- | --- | --- | --- | --- | --- | --- | --- | --- | --- | --- |
| Arenas Club         | —   | 0–1 | 0–3 | 1–0 | 0–2 | 2–0 | 4–1 | 1–1 | 1–0 | 0–0 | 0–0 | 1–0 | 1–1 | 2–2 | 3–1 | 2–0 | 0–2 | 1–4 | 1–1 | 1–0 |
| Atlético Madrileño  | 4–1 | —   | 1–1 | 1–1 | 1–0 | 5–0 | 5–1 | 3–1 | 1–1 | 3–0 | 1–2 | 1–1 | 8–1 | 2–1 | 2–0 | 1–1 | 0–0 | 1–1 | 3–1 | 6–1 |
| Baracaldo C. F.     | 2–0 | 1–1 | —   | 1–0 | 2–2 | 1–0 | 4–2 | 1–1 | 2–1 | 1–1 | 1–1 | 1–0 | 1–0 | 5–0 | 4–1 | 1–0 | 3–1 | 3–2 | 0–0 | 3–0 |
| Bilbao Athletic     | 2–1 | 1–1 | 0–1 | —   | 1–2 | 3–1 | 1–3 | 3–1 | 5–1 | 1–0 | 2–2 | 2–1 | 0–2 | 2–2 | 3–0 | 2–0 | 4–0 | 2–3 | 1–0 | 3–3 |
| Cultural Leonesa    | 3–2 | 2–3 | 2–1 | 3–0 | —   | 1–0 | 1–1 | 4–0 | 1–1 | 1–0 | 2–0 | 3–0 | 4–1 | 1–0 | 2–0 | 1–1 | 1–0 | 0–0 | 1–1 | 1–0 |
| C. D. Ensidesa      | 2–0 | 2–2 | 0–0 | 0–0 | 1–0 | —   | 0–0 | 1–0 | 0–2 | 4–1 | 4–0 | 0–0 | 1–0 | 0–1 | 1–0 | 0–0 | 1–2 | 0–0 | 2–1 | 4–2 |
| C. D. Guecho        | 0–0 | 1–3 | 1–2 | 0–3 | 0–1 | 0–2 | —   | 1–0 | 0–2 | 3–2 | 2–1 | 4–2 | 4–1 | 2–1 | 0–2 | 1–2 | 2–2 | 1–4 | 2–1 | 1–3 |
| S. D. Huesca        | 4–1 | 0–2 | 0–1 | 1–1 | 1–1 | 1–0 | 1–0 | —   | 1–3 | 2–1 | 1–3 | 0–0 | 2–1 | 3–2 | 1–0 | 1–2 | 1–0 | 0–1 | 0–0 | 3–1 |
| U. P. Langreo       | 1–0 | 1–0 | 0–0 | 1–0 | 1–1 | 1–0 | 1–0 | 1–0 | —   | 1–1 | 1–0 | 1–0 | 0–0 | 2–0 | 1–0 | 2–0 | 2–1 | 1–0 | 1–2 | 2–0 |
| Las Palmas Atlético | 3–1 | 2–2 | 1–2 | 2–2 | 1–0 | 1–0 | 3–1 | 0–0 | 1–1 | —   | 4–3 | 1–1 | 1–2 | 2–0 | 2–2 | 1–1 | 1–0 | 2–1 | 1–1 | 3–1 |
| C. D. Logroñés      | 1–3 | 1–2 | 4–0 | 0–1 | 2–0 | 3–4 | 6–0 | 0–0 | 2–1 | 1–2 | —   | 2–1 | 1–0 | 2–0 | 3–0 | 2–0 | 2–1 | 0–0 | 1–0 | 1–0 |
| C. D. Mirandés      | 2–1 | 0–0 | 0–0 | 1–0 | 0–0 | 4–1 | 2–0 | 4–2 | 0–1 | 3–2 | 2–1 | —   | 1–1 | 2–0 | 1–0 | 1–1 | 2–2 | 3–0 | 0–0 | 1–0 |
| C. D. Orense        | 1–0 | 0–2 | 1–1 | 1–1 | 0–2 | 0–0 | 1–0 | 1–1 | 1–0 | 1–1 | 1–2 | 0–0 | —   | 1–0 | 1–3 | 1–2 | 2–1 | 2–2 | 3–3 | 2–3 |
| Pontevedra C. F.    | 1–2 | 2–0 | 2–2 | 1–0 | 2–1 | 1–0 | 2–1 | 2–2 | 3–0 | 1–2 | 1–1 | 1–2 | 2–2 | —   | 2–0 | 1–0 | 1–1 | 0–1 | 1–0 | 1–1 |
| Racing de Ferrol    | 1–0 | 0–1 | 1–2 | 2–0 | 2–0 | 4–1 | 4–1 | 1–0 | 1–4 | 1–2 | 1–1 | 2–0 | 1–0 | 0–2 | —   | 0–0 | 0–0 | 2–0 | 0–0 | 1–0 |
| Sestao S. C.        | 0–0 | 0–1 | 1–1 | 1–0 | 0–0 | 2–0 | 2–1 | 2–0 | 2–0 | 1–1 | 2–0 | 2–0 | 2–0 | 2–0 | 0–0 | —   | 0–0 | 1–0 | 2–3 | 1–1 |
| Sporting Atlético   | 1–0 | 1–3 | 1–2 | 0–0 | 1–3 | 0–0 | 0–1 | 0–1 | 0–0 | 1–1 | 2–2 | 1–0 | 4–1 | 3–3 | 5–0 | 0–0 | —   | 0–0 | 3–0 | 0–0 |
| C. D. Tenerife      | 1–0 | 2–0 | 1–1 | 0–1 | 0–0 | 2–1 | 4–1 | 4–0 | 1–0 | 1–0 | 2–1 | 5–1 | 2–0 | 1–0 | 1–0 | 3–2 | 3–0 | —   | 1–1 | 2–0 |
| A. D. Torrejón      | 2–1 | 0–2 | 1–1 | 1–0 | 4–3 | 3–1 | 3–1 | 1–2 | 2–0 | 0–1 | 2–1 | 1–2 | 4–1 | 0–0 | 6–0 | 4–1 | 4–1 | 2–1 | —   | 2–1 |
| Zamora C. F.        | 2–0 | 1–0 | 2–1 | 5–1 | 1–0 | 1–0 | 1–0 | 2–0 | 3–2 | 2–1 | 3–0 | 2–0 | 2–0 | 1–1 | 4–1 | 0–2 | 1–0 | 1–0 | 1–0 | —   |

## Grupo II

### Clasificación
| Pos. | Equipo                   | Pts. | PJ | G  | E  | P  | GF | GC | Dif. | Clasificación               |
| ---- | ------------------------ | ---- | -- | -- | -- | -- | -- | -- | ---- | --------------------------- |
| 1    | Linares C. F. (C, A)     | 48   | 38 | 19 | 10 | 9  | 47 | 32 | +15  | Ascenso a Segunda División  |
| 2    | A. D. Ceuta (A)          | 47   | 37 | 18 | 11 | 8  | 61 | 44 | +17  | Ascenso a Segunda División  |
| 3    | Racing Portuense         | 46   | 38 | 16 | 14 | 8  | 42 | 35 | +7   |                             |
| 4    | C. F. Calvo Sotelo       | 45   | 38 | 19 | 7  | 12 | 55 | 34 | +21  |                             |
| 5    | Tarrasa F. C.            | 44   | 38 | 14 | 16 | 8  | 44 | 38 | +6   |                             |
| 6    | U. D. Lérida             | 43   | 38 | 16 | 11 | 11 | 40 | 35 | +5   |                             |
| 7    | Córdoba C. F.            | 41   | 38 | 17 | 7  | 14 | 47 | 38 | +9   |                             |
| 8    | C. D. San Fernando       | 40   | 38 | 17 | 6  | 15 | 43 | 37 | +6   |                             |
| 9    | C. D. Eldense            | 39   | 38 | 15 | 9  | 14 | 49 | 47 | +2   |                             |
| 10   | C. D. Badajoz            | 39   | 38 | 13 | 13 | 12 | 45 | 50 | −5   |                             |
| 11   | U. D. Vall de Uxó        | 38   | 38 | 14 | 10 | 14 | 44 | 46 | −2   |                             |
| 12   | Real Jaén C. F.          | 37   | 38 | 12 | 13 | 13 | 41 | 34 | +7   |                             |
| 13   | Xerez C. D.              | 37   | 38 | 14 | 9  | 15 | 43 | 49 | −6   |                             |
| 14   | F. C. Barcelona Atlético | 36   | 38 | 11 | 14 | 13 | 36 | 35 | +1   |                             |
| 15   | S. D. Ibiza              | 35   | 38 | 11 | 13 | 14 | 31 | 35 | −4   |                             |
| 16   | C. D. Díter Zafra        | 32   | 38 | 13 | 6  | 19 | 41 | 48 | −7   |                             |
| 17   | C. D. San Andrés (D)     | 32   | 38 | 10 | 12 | 16 | 39 | 45 | −6   | Descenso a Tercera División |
| 18   | Sevilla Atlético (D)     | 32   | 38 | 11 | 10 | 17 | 44 | 49 | −5   | Descenso a Tercera División |
| 19   | Gerona C. F. (D)         | 28   | 38 | 9  | 10 | 19 | 40 | 64 | −24  | Descenso a Tercera División |
| 20   | Onteniente C. F. (D)     | 21   | 38 | 7  | 7  | 24 | 27 | 64 | −37  | Descenso a Tercera División |

 Fuente: BDFútbol
Criterios de clasificación: Puntos · Diferencia de goles · Goles a favor · Play-off

### Resultados
| Local \ Visitante        | BAD | BAR | CAL | CEU | COR | DIT | ELD | GER | IBI | JAE | LER | LIN | ONT | RAC | SAD | SFE | SEV | TAR | VUX | XER |
| ------------------------ | --- | --- | --- | --- | --- | --- | --- | --- | --- | --- | --- | --- | --- | --- | --- | --- | --- | --- | --- | --- |
| C. D. Badajoz            | —   | 1–1 | 1–2 | 1–1 | 2–2 | 2–1 | 2–1 | 3–0 | 1–1 | 2–2 | 1–0 | 0–2 | 3–0 | 3–1 | 2–1 | 0–0 | 1–0 | 3–1 | 1–0 | 2–0 |
| F. C. Barcelona Atlético | 2–3 | —   | 1–1 | 0–1 | 1–0 | 0–0 | 1–0 | 0–1 | 0–0 | 0–0 | 0–1 | 0–1 | 4–1 | 0–0 | 2–2 | 1–0 | 0–0 | 3–0 | 1–2 | 2–1 |
| C. F. Calvo Sotelo       | 3–0 | 0–1 | —   | 2–0 | 1–2 | 2–0 | 2–0 | 1–1 | 3–1 | 2–1 | 0–1 | 2–4 | 1–0 | 3–0 | 3–0 | 1–0 | 0–0 | 3–0 | 2–1 | 1–2 |
| A. D. Ceuta              | 4–1 | 3–3 | 2–0 | —   | 0–0 | 3–1 | 3–2 | 1–0 | 1–1 | 2–0 | 2–0 | 3–1 | 4–0 | 2–0 | 0–0 | 2–0 | 3–1 | 2–0 | 3–2 | 5–2 |
| Córdoba C. F.            | 2–0 | 2–4 | 2–1 | 2–1 | —   | 4–2 | 1–2 | 1–0 | 1–0 | 0–0 | 0–0 | 1–0 | 0–1 | 1–0 | 1–0 | 3–0 | 1–0 | 1–2 | 5–0 | 1–3 |
| C. D. Díter Zafra        | 0–0 | 1–0 | 0–2 | 1–1 | 0–3 | —   | 0–1 | 2–0 | 2–1 | 2–0 | 2–0 | 1–1 | 4–1 | 0–1 | 2–1 | 2–0 | 3–0 | 0–2 | 2–1 | 1–0 |
| C. D. Eldense            | 2–0 | 3–0 | 1–0 | 4–2 | 1–0 | 2–1 | —   | 4–1 | 2–0 | 2–2 | 0–1 | 3–0 | 3–0 | 0–0 | 2–2 | 1–0 | 0–1 | 1–2 | 2–2 | 2–0 |
| Gerona C. F.             | 3–2 | 1–1 | 2–1 | 0–0 | 0–1 | 2–1 | 2–2 | —   | 1–0 | 1–2 | 3–0 | 0–2 | 1–2 | 1–1 | 1–4 | 1–1 | 1–1 | 1–2 | 3–0 | 2–2 |
| S. D. Ibiza              | 1–0 | 0–0 | 2–2 | 0–0 | 1–3 | 1–0 | 2–1 | 1–0 | —   | 0–1 | 2–2 | 1–2 | 1–0 | 1–0 | 2–0 | 1–0 | 1–0 | 1–2 | 0–0 | 1–1 |
| Real Jaén C. F.          | 5–0 | 2–0 | 0–0 | 0–0 | 2–0 | 1–0 | 3–1 | 4–0 | 0–0 | —   | 0–2 | 1–2 | 2–0 | 1–1 | 1–2 | 0–0 | 0–0 | 0–0 | 2–1 | 3–0 |
| U. D. Lérida             | 1–0 | 1–0 | 2–0 | 1–0 | 2–1 | 2–1 | 4–0 | 5–0 | 1–0 | 0–0 | —   | 1–1 | 1–1 | 0–2 | 0–2 | 1–1 | 1–1 | 0–0 | 1–0 | 2–2 |
| Linares C. F.            | 0–0 | 2–0 | 1–1 | 5–1 | 1–0 | 1–0 | 0–1 | 2–1 | 0–2 | 1–0 | 1–1 | —   | 1–0 | 2–2 | 0–0 | 1–1 | 4–0 | 1–0 | 1–0 | 1–0 |
| Onteniente C. F.         | 3–0 | 1–1 | 1–5 | 1–0 | 1–2 | 1–2 | 1–1 | 2–3 | 1–3 | 1–0 | 0–1 | 2–1 | —   | 0–1 | 0–0 | 1–0 | 0–0 | 1–2 | 1–2 | 1–1 |
| Racing Portuense         | 2–2 | 0–0 | 1–0 | 3–0 | 0–0 | 3–0 | 1–0 | 2–2 | 2–1 | 2–0 | 2–0 | 2–1 | 2–1 | —   | 1–0 | 0–0 | 2–1 | 1–1 | 1–1 | 2–0 |
| C. D. San Andrés         | 1–1 | 0–3 | 1–0 | 0–0 | 1–0 | 2–2 | 4–1 | 1–2 | 1–0 | 3–1 | 1–3 | 1–1 | 0–0 | 0–1 | —   | 2–1 | 1–1 | 3–4 | 0–1 | 1–1 |
| C. D. San Fernando       | 2–1 | 0–1 | 2–3 | 2–0 | 3–1 | 2–1 | 2–0 | 1–0 | 2–0 | 1–0 | 1–0 | 0–1 | 5–0 | 2–0 | 2–1 | —   | 2–1 | 1–0 | 3–1 | 2–1 |
| Sevilla Atlético         | 0–0 | 1–3 | 1–3 | 2–3 | 2–1 | 0–2 | 4–0 | 4–1 | 1–1 | 3–1 | 3–1 | 0–1 | 2–1 | 4–1 | 0–1 | 2–0 | —   | 2–2 | 2–1 | 1–0 |
| Tarrasa F. C.            | 1–1 | 2–0 | 0–1 | 1–1 | 1–1 | 3–1 | 1–1 | 1–1 | 1–1 | 1–1 | 0–0 | 0–0 | 3–0 | 1–1 | 1–0 | 2–0 | 2–1 | —   | 1–1 | 2–0 |
| U. D. Vall de Uxó        | 1–2 | 1–0 | 0–0 | 3–0 | 1–1 | 1–1 | 0–0 | 2–0 | 0–0 | 2–1 | 2–0 | 2–0 | 1–0 | 1–1 | 1–0 | 2–4 | 2–1 | 2–0 | —   | 3–2 |
| Xerez C. D.              | 1–1 | 0–0 | 0–1 | 2–5 | 2–0 | 1–0 | 0–0 | 2–1 | 1–0 | 0–2 | 3–1 | 2–1 | 1–0 | 3–0 | 1–0 | 2–0 | 2–1 | 0–0 | 2–1 | —   |

## Resumen
Campeones de Segunda División B
| - Baracaldo Club de Fútbol | - Linares Club de Fútbol |

Ascienden a Segunda división:
| Grupo I - Baracaldo Club de Fútbol - Atlético Madrileño | Grupo II - Linares Club de Fútbol - Agrupación Deportiva Ceuta |

Descienden a Tercera división: 
| Grupo I - Sporting Atlético - Arenas Club - Club Deportivo Orense - Club Deportivo Guecho | Grupo II - Unión Deportiva San Andrés - Sevilla Atlético - Gerona Club de Fútbol - Onteniente Club de Fútbol |

## Copa del Rey
Los diez primeros clasificados de cada grupo se clasifican para la siguiente edición de la Copa del Rey.
| Predecesor: 1978/79 | Segunda División "B" de España 1979/1980 | Sucesor: 1980/81 |

- Datos: Q3954449